# Det København, der forsvinder
Det København, der forsvinder er en dansk dokumentarfilm fra 1941 med instruktion og manuskript af Gunnar Robert Hansen.

## Handling
Skildring af de smukke og maleriske huse i saneringskvarteret i Borgergade, Adelgade og Dronningens Tværgade, der var idyller omkring 1750, men nu er blevet så uhygiejniske og brandfarlige, at de bliver dømt til nedrivning.